# Сигов, Павел Сергеевич
Павел Сергеевич Сигов (псевдоним SPS; 27 июля 1865, Пермская губерния — октябрь 1937, Свердловск) — учитель, акцизный чиновник, депутат II Государственной думы Российской империи от Пермской губернии (1907).

## Биография
Родился 27 июня 1865 года в поселении Майкорского завода Соликамского уезда Пермской губернии в семье бывших крепостных заводчиков Всеволожских.
Вскоре вместе с родителями переехал в Красноуфимск, где в августе 1875 года поступил на горнозаводское отделение реального училища: окончил неполный курс (6 классов).
Под влиянием идеи «хождения в народ», в июне 1883 года, начал работать учителем в народной школе. 13 января 1889 года сдал экзамен на право преподавания в городских и народных училищах. Работал учителем Артинского и Михайловского двухклассных училищ (в последнем организовал школьный музей). Затем, до 8 июня 1896 года, состоял учителем двухклассной церковно-приходской школы на Миссионерском хуторе.

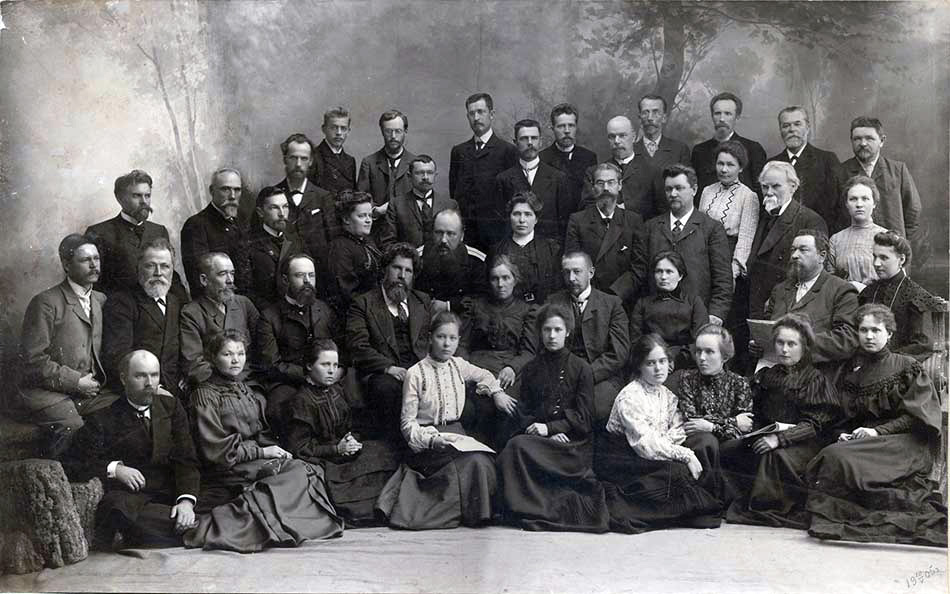
П. С. Сигов среди земских служащих, провожавших его в Государственную думу (1907)

В 1887 году был награждён бронзовой медалью за коллекцию, представленную на Сибирско-Уральской научно-промышленной выставке.
В 1896 году Павел Сигов перешел на чиновничью службу: стал работать в акцизном ведомстве сборщиком по казенной винной монополии, а также — на Красноуфимском винном складе. Увлекшись идеей сельскохозяйственной кооперации, в 1896‑1904 годах он являлся председателем (на общественных началах) «Общества распространения сельскохозяйственных машин и сельскохозяйственных знаний».
Сотрудничал с пермскими и екатеринбургскими газетами, печатая статьи и заметки преимущественно по проблемам сельскохозяйственной кооперации (под псевдонимом SPS).

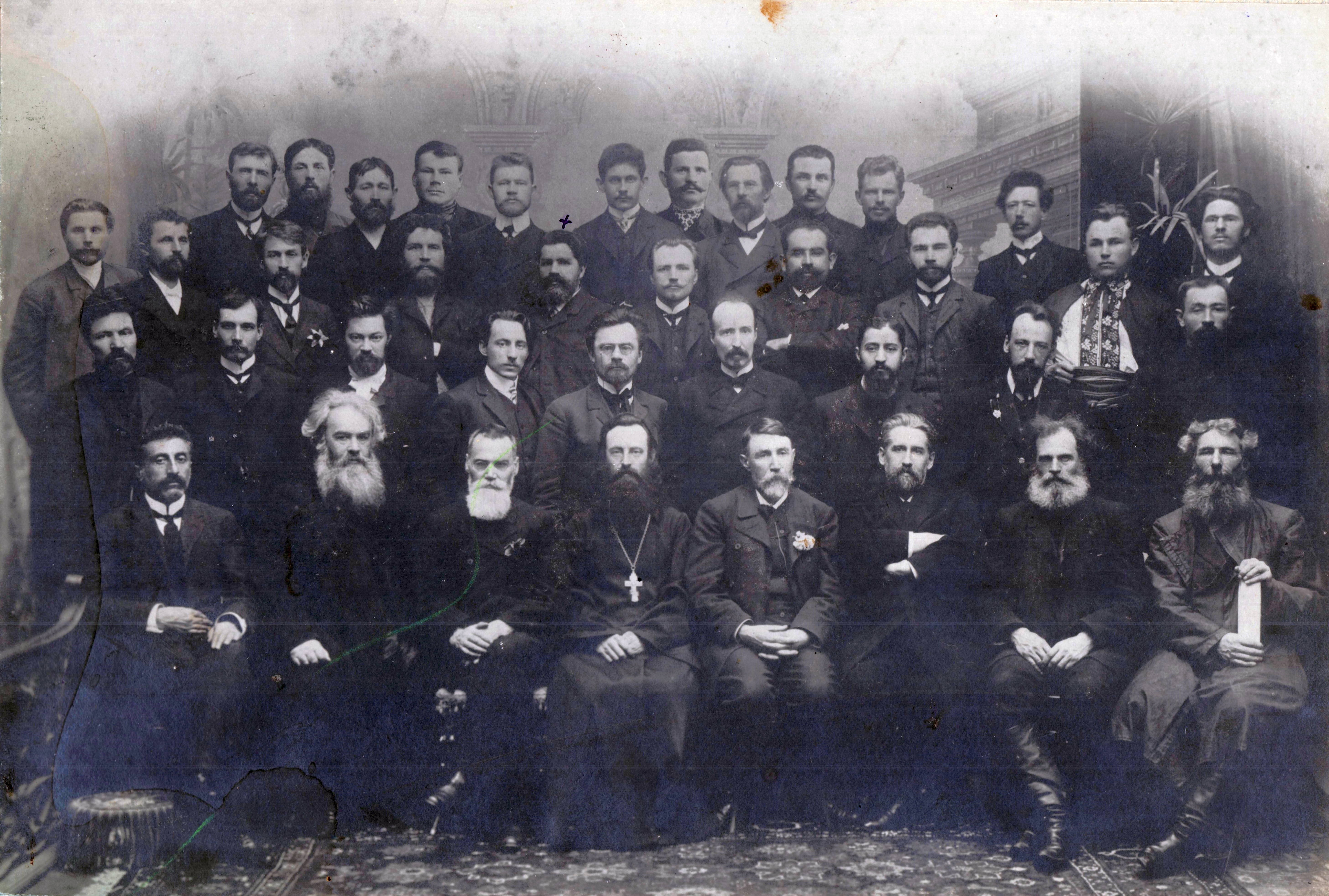
П. С. Сигов (5-й слева в 3-м ряду) среди членов фракции эсеров II Государственной Думы (1907)

На губернском избирательном собрании 6 февраля 1907 года мещанин Сигов был выборщиком от съезда городских избирателей Красноуфимска. Избрался в Государственную Думу Российской империи второго созыва (1907) от общего состава выборщиков Пермского губернского избирательного собрания.

В Думе Павел Сергеевич вошёл во фракцию Партии социалистов-революционеров (ПСР) — Группу социалистов-революционеров. Стал членом думской комиссии об установлении нормального отдыха служащих в торговых и ремесленных заведениях. С парламентской трибуны он выступил один раз — 16 марта 1907 года — по поводу внесенного им же запроса, зарегистрированного в Государственной Думе под № 1, «По поводу насилия над членом Государственной Думы Сиговым и другими при проводах его в Красноуфимске». В своей речи Сигов, в частности, заявил: 
Русский народ послал нас сюда, в Государственную Думу, с грозным требованием отчета за пролитые потоки крови, за разорение страны, за попрание прав народа, за все те ужасы, которые переживает Россия. Русский народ облек на своим доверие. Вот почему я настаиваю на удовлетворении; именем народа призываю министров к ответу, именем народа я прошу Государственную Думу назначить следственную комиссию для привлечения к суду вех лиц, причастных к преступному посягательству на нас, избранников, не исключая и главы министерства \П. А. Столыпина\
В 1907 году устроился работать страховым агентом в одном из страховых обществ на Урале.

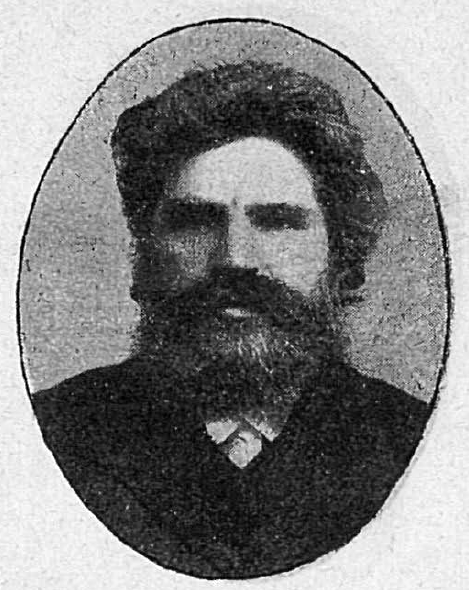
Сигов в 1907

Активно протестовал против разгона Думы. 11 декабря 1907 года, за участие в красноуфимских беспорядках, Сигов был приговорен к одному году крепости, замененной впоследствии одним месяцем тюрьмы. Отбыл наказание в Красноуфимском арестантском помещении.
В 1910 году Павел Сигов переехал из Красноуфимска в Екатеринбург и вплоть до 1919 года работал в различных местных страховых обществах («Якорь», «Россия»). После 1919 года Сигов трудился в Совнархозе — налоговым инспектором Екатеринбургского губернского продовольственного комитета (до 14 ноября 1923 года), затем — в горфинотделе.
В 1928—1929 годах опубликовал в журналах «Мари Эл» и «Мари Илыш» ряд очерков о марийцах Уральской области.
Скончался в Свердловске в октябре 1937 года, похоронен на Ивановском кладбище.

## Произведения
- Статьи и заметки по проблемам сельскохозяйственной кооперации в газетах Перми и Екатеринбурга.
- Ряд очерков о марийцах Уральской области в журналах «Мари Эл» и «Мари Илыш».
- Рукопись книги «Семейная хроника»: 8 томов, 2575 страниц[5][9].

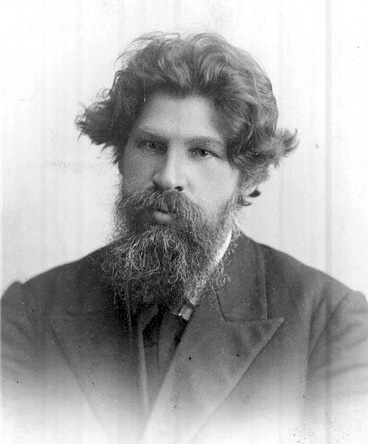
А. С. Сигов-Погорелов

## Семья
- Отец: Сергей Петрович Сигов
- Мать: Анна Михайловна Сигова
- Брат: Алексей Погорелов (1860—1920) — писатель-народник[5].

### Архивы
- РГИА. Ф. 1278, оп. 1, II созыв, д. 389.
- ГАРФ. Ф. 102, 4 делопроизводство, оп. 116, 1907 г., д. 110, ч. 5.
- ГАПО. Ф. р-926, оп. 1, д. 138.